# Натальевка (Крым)
Ната́льевка (укр. Наталівка, крымскотат. Natalyevka, Натальевка) — исчезнувшее село в Раздольненском районе Республики Крым, располагавшееся в центре района, в степной части Крыма, примерно, у западной окраины современного села Орловка.

## История
Впервые в исторических документах селение встречается в Статистическом справочнике Таврической губернии 1915 года, согласно которому в экономии Натальевка Агайской волости Евпаторийского уезда числился 1 двор с 1 «посторонним» жителем.
После установления в Крыму Советской власти, по постановлению Крымревкома от 8 января 1921 года была упразднена волостная система и в составе Евпаторийского уезда был образован Бакальский район, в который включили Натальевку, а в 1922 году уезды получили название округов. 11 октября 1923 года, согласно постановлению ВЦИК, в административное деление Крымской АССР были внесены изменения, в результате которых округа были отменены, Бакальский район упразднён и село вошло в состав Евпаторийского района. Согласно Списку населённых пунктов Крымской АССР по Всесоюзной переписи 17 декабря 1926 года, в селе Натальевка, Бий-Орлюкского сельсовета Евпаторийского района, числилось 6 дворов, все крестьянские, население составляло 32 человека, из них 32 русских и 2 украинца. В последний раз в доступных источниках, как хутор, встречается на карте 1931 года. Возможно, ввиду близости к Бий-Орлюку, было поглощено более крупным селом.